# Chris Ellis
Christopher "Chris" Ellis, född 14 april 1956 i Dallas i Texas (uppvuxen i Memphis i Tennessee), är en amerikansk skådespelare. Hans största genombrott som skådespelare kom under år 1990, då han medverkade i actiondramafilmen Days of Thunder, följt av de andra filmerna Min kusin Vinny, Den heliga familjen Addams och Apollo 13. Han skulle senare även komma att medverka i en del välkända TV-serier, såsom Melrose Place, På spaning i New York och Arkiv X.

## Filmografi (i urval)

### Filmer
- 1990 – Days of Thunder
- 1992 – Min kusin Vinny
- 1993 – Ghost in the Machine
- 1995 – Apollo 13
- 1996 – That Thing You Do!
- 1996 – Mitt liv, mitt val (TV-film)
- 1997 – Con Air
- 1997 – Bean – den totala katastroffilmen
- 1997 – Wag the Dog
- 1998 – Pentagon Wars (TV-film)
- 1998 – Godzilla
- 1998 – Armageddon
- 1998 – Home Fries
- 1999 – October Sky
- 2000 – The Watcher
- 2001 – Daddy and Them
- 2001 – Domestic Disturbance
- 2001 – Apornas planet
- 2002 – Love Liza
- 2002 – Catch Me If You Can
- 2004 – Helter Skelter (TV-film)
- 2004 – Tiger Cruise (TV-film)
- 2005 – The Island
- 2005 – The Devil's Rejects
- 2005 – Fun with Dick and Jane
- 2007 – Transformers
- 2007 – Die Hard 4.0
- 2008 – Gospel Hill
- 2009 – G-Force
- 2012 – The Dark Knight Rises
- 2013 – Grace Unplugged
- 2014 – The Guest
- 2014 – Jessabelle
- 2015 – McFarland, USA
- 2017 – The Show
- 2018 – What Still Remains
- 2018 – The Oath
- 2019 – Silo

### TV-serier
- 1983 – Chiefs (TV-serie)
- 1993 – På spaning i New York (TV-serie)
- 1996 – Murder One (TV-serie)
- 1996 – Arkiv X (TV-serie)
- 1996 – Slaget om Tellus (TV-serie)
- 1996 – Millennium (TV-serie)
- 1997 – Kameleonten (TV-serie)
- 1997 – Chicago Hope (TV-serie)
- 1998 – Från jorden till månen (TV-serie)
- 2002 – Advokaterna (TV-serie)
- 2002 – Alias (TV-serie)
- 2003–2004 – NCIS (TV-serie)
- 2004 – På heder och samvete (TV-serie)
- 2004 – Line of Fire (TV-serie)
- 2005 – CSI: New York (TV-serie)
- 2006 – Criminal Minds (TV-serie)
- 2006 – Vita huset (TV-serie)
- 2006–2007 – The Unit (TV-serie)
- 2006 – Ghost Whisperer (TV-serie)
- 2006 – Vanished (TV-serie)
- 2007 – Veronica Mars (TV-serie)
- 2007–2008 – Burn Notice (TV-serie)
- 2009 – Terminator: The Sarah Connor Chronicles (TV-serie)
- 2009 – The Office (TV-serie)
- 2010 – The Mentalist (TV-serie)
- 2010 – Zeke & Luther (TV-serie)
- 2010 – Justified (TV-serie)
- 2011 – CSI: Crime Scene Investigation (TV-serie)
- 2013 – Warehouse 13 (TV-serie)
- 2015 – Mad Men (TV-serie)
- 2015 – Murder in the First (TV-serie)
- 2015 – K.C. Hemlig agent (TV-serie)
- 2017 – Guds hand (TV-serie)
- 2018 – Young Sheldon (TV-serie)
- 2020 – 9-1-1: Lone Star (TV-serie)